# Гејл (река)
Гејл (словен. Zilja, итал. Zeglia) је име реке у јужној Аустрији, највеће десне притоке реке Драве.

## Етимологија
Име Гејл (Gē'lias) је древног Илирског порекла, означавајући „пенуће воде”. Словеначко име Zilja, такође често познато и као Гејл долина, је подручје насеља Каринтијски Словенци и препознатљивог словеначког дијалекта Гејл долине.

## Курс
Извор реке се налази источно од Картиш Седло и од Пустер долине у покрајини Тирол, општини Обертилиача. Она тече са запада ка исток преко Јужних Алпа. Река пролази кроз Корушку у Лезачтал и из Котшач-Мофен спушта се у долини Гејл са стрмим падинама, паралелно граници Италије и Словеније. Изнад њеног ушћа са притоком Слизом, Гејл се придружује реци Драви испод Западне Караванке, планинског гребена у близини села Марија Гејл. 
Након земљотреса у Фриули 1348 године, корито реке у близини Филаха покривено је великим клизиштем. Регион (Шут) дужине 10 km (6.2 миља) и даље се може видети на стрмим падинама Мт. Добратш северно од Арнолдстена.
Док је горњи ток реке у великој мери очуван у природном стању, станиште за шор птице као и велики делови доњег Гејла, постепено су регулисани још од 1870-их година. У последње време, неке секције су поново ренатуриране. Данас се зона пастрмки приближава Хермагору са 17 различитих врста.

## Притоке
- Госеринг (река са леве стране)
- Слиза (река са десне стране)

## Општине
| - Тирол - Обертилиач - Јунтертилиач | - Корушка - Лезачтал - Котшач-Мофен - Делач - Кирчбач - Хермагор - Санкт Стефан - Ноч - Фаистриц - Хохенфурн - Арнолдстен - Филах |